# Michal Kudrnáč
Michal Kudrnáč (* 30. května 1974 Náchod) je český projektový manažer a politik, od roku 2014 zastupitel města Náchod, v letech 2013 až 2019 předseda Královéhradecké krajské organizace Strany zelených, v letech 2019 až 2020 člen jejího celostátního předsednictva.

## Život
Narodil se v Náchodě, kde nějaký čas pracoval jako knihkupec. Ještě předtím vystudoval Jiráskovo gymnázium Náchod (maturoval v roce 1992) a začal studovat Masarykovu univerzitu (VŠ však nedokončil).
Působí ve spolku Sbor dobrovolných občanů, který se zaměřuje na podporu občanské společnosti, transparentnost veřejné správy, ochranu krajiny a blokování výstavby obchvatu Náchoda na silnici I/33. Pracuje jako projektový manažer. Orientuje se zejména na dotace z evropských fondů zaměřené na životní prostředí, na česko-polskou spolupráci a na rozvoj venkovských oblastí.
Michal Kudrnáč žije s partnerkou ve městě Náchod, vychovává s ní dvě dcery. Angažoval se v projektu Rekonstrukce státu.

## Politické působení
Od roku 2006 je členem Strany zelených, mezi lety 2013–2019 byl předsedou strany v Královéhradeckém kraji. V únoru 2019 se stal členem předsednictva strany. Pozici zastával do ledna 2020.
V komunálních volbách v roce 1998 kandidoval jako nezávislý na kandidátce subjektu „Sdružení ODA, NK“ do Zastupitelstva města Náchod, ale neuspěl. Do zastupitelstva se nedostal ani ve volbách v letech 2002 (nestraník za SOS), 2006 (člen SZ na kandidátce subjektu „Sdružení SZ, SOS, NK“) a 2010 (člen SZ na kandidátce subjektu „Sdružení SZ, NK“). Do městského zastupitelstva tak usedl až po volbách v roce 2014, kdy jako člen SZ vedl kandidátku subjektu „NK a SZ s podporou LES“. Ve volbách v roce 2018 post zastupitele města obhájil, když jako člen Zelených kandidoval za uskupení „NEZÁVISLÍ, PIRÁTI A ZELENÍ Za moderní město s úctou k tradicím“.
V krajských volbách v roce 2016 kandidoval jako člen SZ na kandidátce subjektu „Piráti a Strana zelených + Změna pro Královéhradecký kraj“ do Zastupitelstva Královéhradeckého kraje, ale neuspěl.
Ve volbách do Poslanecké sněmovny PČR v roce 2013 kandidoval za SZ jako lídr v Královéhradeckém kraji, ale neuspěl. Také ve volbách do Poslanecké sněmovny PČR v roce 2017 byl lídrem Zelených v Královéhradeckém kraji, avšak opět neuspěl.